# Войтки
Войтки (також Войтівський хутір)  — колишній, нині не існуючий хутір, що знаходився на півн.-зах. стороні від Козельця (Чернігівська область).

## З історії
За описом Київського намісництва 1781 року Войтки були позначені як селище і належали до Козелецької сотні Київського полку. На той час у нім налічувалось 4 хати. За описом Київського намісництва 1787 р. на хуторі проживало 14 душ і був у власності козаків та власника  — полкового обозного Борсунова.
Зі скасуванням козацького полкового устрою, хутір перейшов до складу Козелецького повіту Київського намісництва.
1924 - 6 хат, 25 жителів[джерело?].
Хутір позначався як на детальних мапах Російської імперії, так і на радянських мапах. Зокрема на мапі РСЧА 1941 року на Войтках позначено 7 хат. Проте з др.пол. 1940-х років інформація про хутір відсутня, як і про сусідні хутори Пальчики і Круглики[джерело?].